# 富山県道322号八町大門線
富山県道322号八町大門線（とやまけんどう322ごう はっちょうだいもんせん）は、富山県富山市から同県射水市に至る一般県道である。

## 概要

### 路線データ
- 起点：富山県富山市八町字中腰（富山県道205号練合宮尾線交点）
- 終点：富山県射水市大門（富山県道73号高岡青井谷線交点）
- 実延長：13,611m

## 沿革
- 1972年（昭和47年）3月31日 - 認定

## 通過する自治体
- 富山県
  - 富山市 - 射水市 - 富山市 - 射水市

## 接続する道路
- 富山県道205号練合宮尾線（起点：富山市八町字中腰）
- 富山県道321号中沖呉羽線（富山市中沖）
- 富山県道41号新湊平岡線（富山市中沖）
- 富山県道204号小杉本江線（射水市加茂中部地内で重複）
- 富山県道232号堀岡小杉線（射水市片口久々江 - 射水市津幡江で重複）
- 国道8号（富山高岡バイパス）（津幡江交差点）
- 国道472号（鏡宮南交差点）
- 富山県道231号松木鷲塚線（布目交差点）
- 富山県道44号富山高岡線（小島交差点）
- 富山県道11号新湊庄川線（田町交差点）
- 富山県道352号広上大門新線（射水市大門新）
- 富山県道73号高岡青井谷線（終点：射水市大門）

## 周辺
- あいの風とやま鉄道線 越中大門駅
- 国土交通省 北陸地方整備局 富山河川国道事務所 大門出張所
- 射水市役所
  - 下庁舎
  - 布目庁舎
  - 大島庁舎
- 射水市立大門中学校
- 射水市立下村小学校
- 射水市立作道小学校
- 射水市立大島小学校
- 北陸銀行 大島支店
- 富山信用金庫 大島支店
- JAいみず野
  - 本店
  - 大島支店
  - 大門支店
- 下村郵便局
- 高場簡易郵便局
- ヤヨイ化学工業 新湊工場
- 燐化学工業 本社
- 中越運送　富山支店
- トナミ運輸　中央支店
- 大栄建材 本社・工場
- 新日本電工 北陸工場
- 東洋紡 富山事業所・庄川工場
- ショッピングセンター「アプリオ」
  - 大阪屋ショップ アプリオ店
- クスリのアオキ 大門店
- 大門神社
- 庄川